# 가시위근
가시위근(supraspinatus muscle) 혹은 극상근(棘上筋)은 가시위오목(어깨뼈(견갑골) 위쪽부분)에서 시작하여 위팔뼈의 대결절까지 이어지는, 등 위쪽의 작은 근육이다.

## 구조
가시위근은 어깨뼈가시 위의 얕은 파인 부분인 가시위오목에서 시작한다. 가시위근의 힘줄은 어깨봉우리의 덮개 아래쪽을 가로질러 지나간다. 가시위근의 힘줄은 결국 위팔뼈의 큰결절 위쪽 파인부분에 삽입된다.
위팔뼈의 큰결절에 삽입되는 세 개의 회전근을 위에서부터 아래로 본다면, 그 순서는 가시위근, 가시아래근, 작은원근 순서일 것이고, 만약 작은결절에 닿는 회전근인 어깨밑근을 포함한다면 그 순서는 가시위근, 가시아래근, 작은원근, 어깨밑근 순서일 것이다.

가시위근의 운동

## 기능
가시위근은 어깨세모근과 함께 팔을 외전(abduction)시킨다. 팔을 벌릴 때 15도 이하의 좁은 범위에서는 가시위근이 주동근으로 작용해, 15도 이상일 때는 어깨세모근이 이 동작의 주동근이 된다.
또한 가시위근은 돌림근띠의 구성 근육으로써, 위팔뼈의 머리를 안쪽의 관절오목 쪽으로 당겨 돌림근띠를 안정시킨다. 돌림근띠 근육 중에서는 이 근육이 단독으로 작용함으로써 위팔뼈의 머리가 아래로 미끄러지는 것을 방지한다.

## 신경 분포
C5에서 기원하는 어깨위신경이 가시위근과 가시아래근을 지배한다. 이는 팔신경얼기의 위줄기에서부터 온다. 이 신경은 위에 있는 빗장뼈의 골절에 따라 손상 될 수 있는데, 이는 팔의 벌림의 시작 능력을 저하할 수 있다.

## 임상적 중요성
근육의 돌림근띠는 부상이 자주 일어나는데, 그 중 가시위근이 제일 흔하게 부상을 입는다. 또한, 그 구조상 어깨뼈가시와 어깨봉우리 사이에 가시위근이 끼여 염증을 일으키는 어깨충돌증후군이 발생할 수 있으며, 이는 야구같이 팔을 머리 위로 많이 드는 스포츠 선수에게 흔히 발생한다.

## 같이 보기
- 부리돌기